# Joan Herrera
Joan Herrera i Torres, né à Barcelone le 29 janvier 1971, est un juriste et homme politique espagnol, actif au sein d'Initiative pour la Catalogne Verts.

## Biographie
Joan Herrera i Torres commença sa carrière politique chez les Jeunes verts catalans (Joves amb Iniciativa (JIC)) du district barcelonais de Sant Martí. En 1996, il devint coordinateur national des JIC, mandat qu'il exerça jusqu'en 2000. Sous sa direction, l'organisation de jeunesse va se définir comme écolo-socialiste, définition qui sera également assumée par la suite par l'organisation faitière des Verts catalans, Initiative pour la Catalogne Verts (ICV).
Militant des Verts catalans, il fut responsable des mouvements sociaux du parti et coordonna entre autres la campagne « Non à la guerre » du parti durant les années 2002 et 2003.
Le 14 mars 2004, il est élu député au Congrès des députés pour la circonscription électorale de Barcelone.